# Marineland of the Pacific

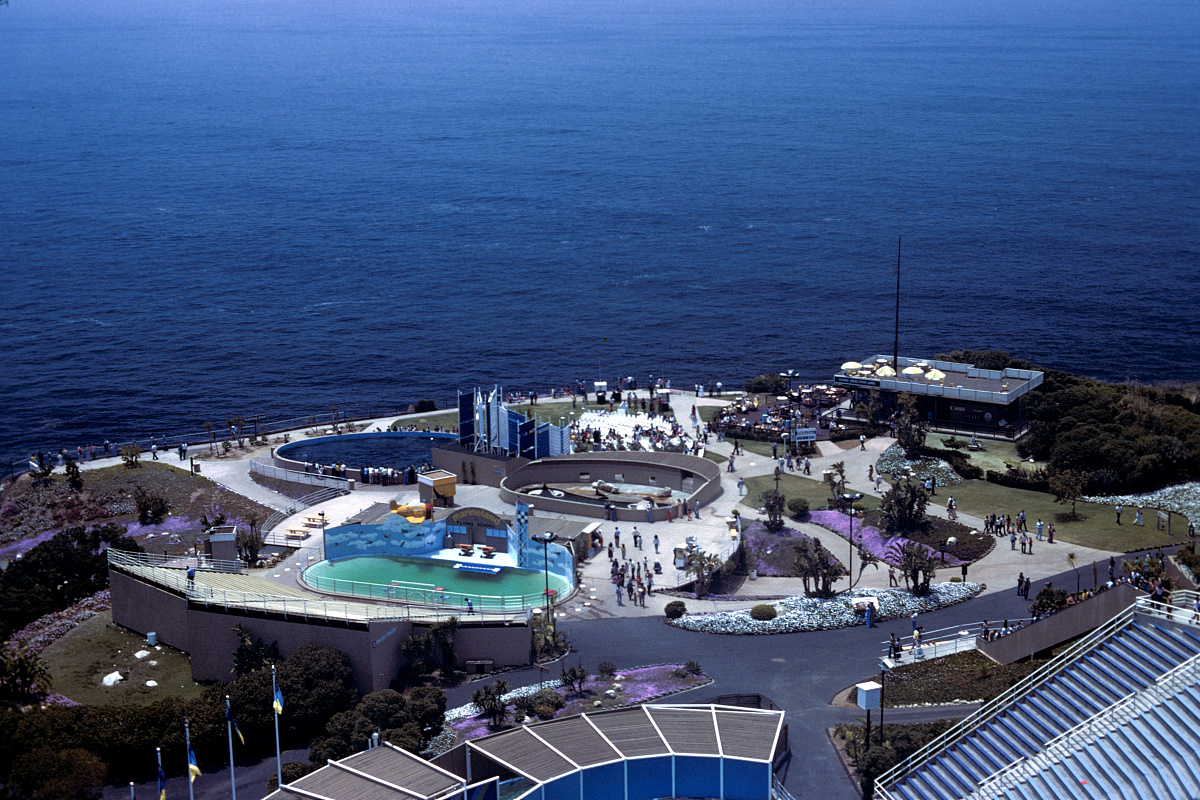
Marineland of the Pacific

Marineland of the Pacific – nieistniejący morski park rozrywki zlokalizowany w hrabstwie Los Angeles w stanie Kalifornia. Otwarto go w 1954 (na rok przed uruchomieniem Disneylandu), a zamknięto go w 1987. Był znany ze swojego oceanarium, które w momencie otwarcia obiektu było największe na świecie.